# Lac Allard, Abitibi-Témiscamingue
Lac Allard är en sjö i Kanada.   Den ligger i regionen Abitibi-Témiscamingue och provinsen Québec, i den sydöstra delen av landet, 300 km nordväst om huvudstaden Ottawa. Lac Allard ligger 305 meter över havet. Arean är 4,2 kvadratkilometer. Den sträcker sig 5,4 kilometer i nord-sydlig riktning, och 6,3 kilometer i öst-västlig riktning.
I omgivningarna runt Lac Allard växer i huvudsak blandskog. Trakten runt Lac Allard är nära nog obefolkad, med mindre än två invånare per kvadratkilometer.